# Río Cambrones (vattendrag i Spanien, Kastilien och Leon)
Río Cambrones är ett vattendrag i Spanien.   Det ligger i provinsen Provincia de Segovia och regionen Kastilien och Leon, i den centrala delen av landet, 60 km norr om huvudstaden Madrid.